# Wapiti arizonský
Wapiti arizonský ( Cervus canadensis merriami ) je vyhynulý poddruh wapiti, který se kdysi vyskytoval ve vyprahlých oblastech jihozápadních Spojených států, převážně v Arizoně a Novém Mexiku. Nekontrolovaný lov a pastva dobytka od příchodu Evropanů vedly k vyhynutí tohoto poddruhu na počátku 20. století, přičemž přesné předpokládané datum je rok 1906.

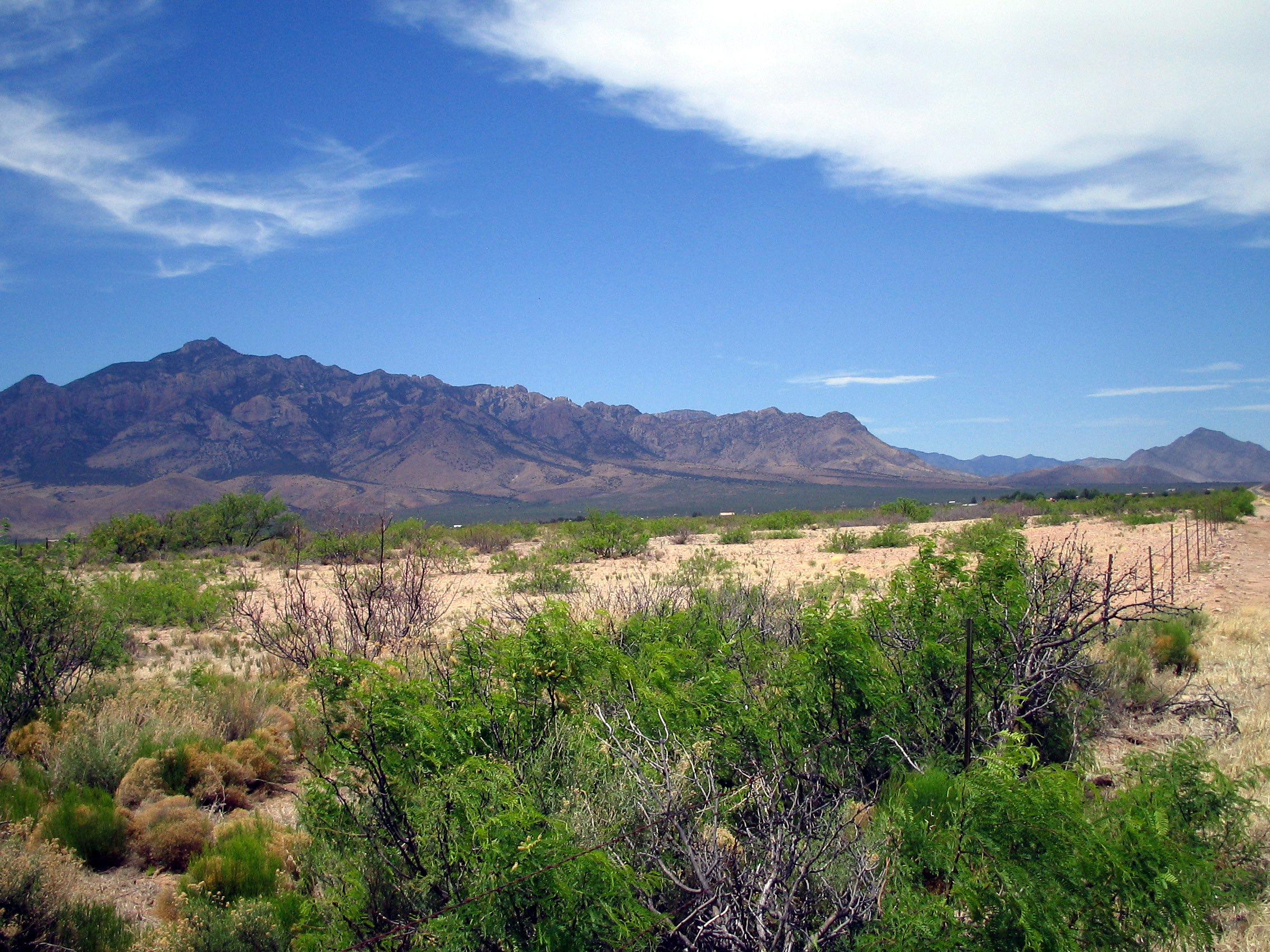
Přirozený habitat wapiti arizonského

Zhruba ve stejné době vyhynul také další poddruh wapiti, wapiti východní (Cervus canadensis canadensis). O tomto poddruhu není známo mnoho informací, protože vyhynul před provedením studií. Wapiti z Yellowstonského národního parku byli do původní oblasti svého výskytu vysazeni v roce 1913 a dnes jsou v této oblasti poměrně běžní.